# 이영유
이영유(1998년 7월 10일~)는 대한민국의 배우이다. 2004년~2005년까지 프로젝트 걸 그룹 컬러링 베이비 7공주 멤버로 그룹 활동을 했다. 현재는 연기자로 활동하고 있다.

## 학력
- 성저초등학교 (졸업)
- 풍동중학교 (졸업)
- 세원고등학교 (졸업)
- 동덕여자대학교 방송연예과 (재학)

## 출연 작품

### 드라마
- 2003년 SBS 단막극 《오픈드라마 남과 여 - 속세를 떠납시다》 ... 나현 역
- 2004년 SBS 드라마스페셜 《햇빛 쏟아지다》 ... 오예강 역
- 2004년 MBC 단막극 《MBC 베스트극장 - 작은 천사들》 ... 나리 역
- 2004년 MBC 수목미니시리즈 《12월의 열대야》 ... 민지원 역
- 2005년 SBS 월화드라마 《불량 주부》 ... 구송이 역
- 2005년~2006년 KBS2 일일시트콤 《사랑도 리필이 되나요?》 ... 최예나 역
- 2006년 SBS 드라마스페셜 《불량 가족》 ... 백나림 역
- 2007년 MBC 단막극 《MBC 베스트극장 - 로맨스 파파》 ... 한결 역
- 2008년 KBS2 일일연속극 《돌아온 뚝배기》 ... 박예린 역
- 2008년 MBC 월화미니시리즈 《밤이면 밤마다》 ... 어린 허초희 역
- 2009년 SBS 대하드라마 《자명고》 ... 어린 자명 역
- 2009년 SBS 드라마스페셜 《태양을 삼켜라》 ... 어린 이수현 역
- 2010년 MBC 일일시트콤 《볼수록 애교만점》 ... 한유나 역
- 2013년 MBC 수목미니시리즈 《여왕의 교실》 ... 고나리 역
- 2013년 KBS2 단막극 《KBS 드라마 스페셜 - 그렇고 그런 사이》 ... 김유정 역
- 2015년 TV조선 & tvN 단막극 《위대한 이야기 - 입시의 정석》 ... 어린 숙자 역
- 2016년 SBS 아침연속극 《사랑이 오네요》 ... 김아영 / 금아영 역

### 영화
- 2007년 《허브》 ... 영란 역
- 2014년 《맨홀》 ... 송이 역

### 방송
- 2002년 ~ 2003년 대교방송《아추랑콩콩》
- 2004년 KBS 《이홍렬 박주미의 여유만만》
- 2005년 MBC 《제23회 MBC 창작동요제》 ... MC
- 2006년 ~ 2007년 MBC 《뽀뽀뽀》 ... MC
- 2008년 MBC《무한도전 - 창작동요제》 ... 심사위원
- 2015년 KBS2 《청춘 익스프레스》
- 2017년 M.net 《아이돌학교》
- 2018년 JTBC 《투유 프로젝트 - 슈가맨 시즌 2》
- 2022년 MBC 《복면가왕》

### 성우
- 2009년 《애니메이션 겨울연가》 ... 희진 역

## 음반 활동

### 개인 음반
- 2008년 디지털싱글 《Lovely》[1]

### 그룹 음반
- 2004년 컬러링 베이비 7공주 - 1집 《겨울... 봄, 여름, 가을》

### 뮤직 비디오
- 2013년 MBC 미니시리즈 《여왕의 교실》 OST 초록비(Green Rain) MV

## 수상 경력
- 2005년 SBS 연기대상 아역상[2]
- 2013년 MBC 연기대상 아역상